# Nematicida
Un nematicida és un tipus de plaguicida químic que s'utilitza per matar el nematodes paràsits de les plantes. Els nematicides han tendit a ser tòxics d'ampli espectre que posseeixen alta volatilitat o altres propietats que promouen la migració a través del sòl. Temik, nom comercial d'Aldicarb, o l'insecticida carbamat,comercialitzat per Bayer CropScience, és un exemple d'un nematicida comercial comunament usat. És important en la producció de patata, on s'ha utilitzat per al control de seus nematodes paràsits transmesos pel sòl. L'aldicarb és un inhibidor de la colinesterasa, que impedeix la degradació de l'acetilcolina en la sinapsi. En cas d'intoxicació greu, la víctima mor d'insuficiència respiratòria. Ja no està autoritzat per al seu ús a la Unió Europea i, l'agost de 2010, Bayer CropScience va anunciar que planeja deixar de fabricar Aldicarb l'any 2014 La seguretat de la salut humana i el medi ambient han donat lloc a la cancel·lació del registre generalitzat de diversos altres nematicides agronòmicament importants. Abans de 1985, es feia servir molt el DBCP com nematicida i fumigant. No obstant això, es va prohibir el seu ús després d'haver estat vinculat a l'esterilitat del sòl.

## Nematicides naturals
Es coneixen diversos nematicides naturals. Un d'ells està derivat del polisulfur de l'all i està aprovat el seu ús a la Unió Europea (a l'Annex 1 de 91/414) i el Regne Unit com un nematicida Un altre nematicida natural comú s'obté a partir del turtó de neem. L'exsudat de l'arrel de calèndula (Tagetes) també s'ha comprovat que té acció nematicida. Els fongs nematòfags un dels tipus de fongs carnívors, poden ser útil en el control de nematodes, com per exemple els de gènere Paecilomyces.
A més dels productes químics, es pot usar l'esterilització a vapor del sòl per tal d'eliminar els nematodes. t | El vapor sobreescalfat s'introdueix a terra, cosa que fa que gairebé tota la matèria orgànica es deteriori.